# Площадь Академика Тамма
Площадь Академика Та́мма (название утверждено 27 июня 1995 года) — площадь в Юго-Западном административном округе города Москвы на территории Гагаринского района. Площадь расположена на Ленинском проспекте, от неё начинается улица Фотиевой.

## Происхождение названия
Площадь названа в 1995 году в честь академика И. Е. Тамма, советского физика-теоретика, лауреата Нобелевской премии (1958).

## Транспорт
- От станций  Ленинский проспект /  Площадь Гагарина — автобусы м1, м4, т4, н11, 111, 144к, 553.